# Mallawi
Mallawi (arabisch ملوي, DMG Mallawī) ist eine Stadt im Zentrum Ägyptens im Gouvernment al-Minya mit ca. 210.000 Einwohnern. Die Stadt liegt in einem landwirtschaftlich geprägten Gebiet und produziert Textilien und Kunsthandwerk. Die Stadt grenzt im Osten an den Nil und besitzt ein Museum mit alten Kunstwerken. 2013 wurde das Museum geplündert und konnte 2016 nach drei Jahren wieder eröffnet werden.

## Bevölkerungsentwicklung
| Zensusjahr | Einwohnerzahl |
| ---------- | ------------- |
| 1996       | 119.285       |
| 2006       | 139.929       |
| 2021       | 212.628       |